# Sistema expert
Els  sistemes experts  són anomenats així perquè emulen el comportament d'un expert en un domini concret i de vegades són usats per aquests. Amb els sistemes experts es busca una millor qualitat i rapidesa en les respostes donant així lloc a una millora de la productivitat de l'expert. Els sistemes experts estan dissenyats per resoldre problemes complexos mitjançant el raonament a través de cossos de coneixement, representats principalment com a normes si-aleshores més que a través de codi de procediment convencional. Els primers sistemes experts es van crear a la dècada de 1970 i després van proliferar als anys 80. Els sistemes experts van ser una de les primeres formes de programari d'intel·ligència artificial (IA) realment reeixides.
Un sistema expert es divideix en dos subsistemes: el motor d'inferència i la base de coneixement. La base de coneixement representa fets i regles. El motor d'inferència aplica les regles als fets coneguts per deduir fets nous. Els motors d'inferència també poden incloure habilitats d'explicació i depuració.

## Sistema Expert (SE)
És una aplicació informàtica capaç de solucionar un conjunt de problemes que exigeixen un gran coneixement sobre un determinat tema.
 Un sistema expert és un conjunt de programes que, sobre una base de coneixements, té informació d'un o més experts en una àrea específica. 
Es pot entendre com una branca de la intel·ligència artificial. Aquests sistemes imiten les activitats d'un humà per resoldre problemes de diferent índole (no necessàriament ha de ser d'intel·ligència artificial). També es diu que un ES es basa en el coneixement declaratiu (fets sobre objectes, situacions) i el coneixement de control (informació sobre el seguiment d'una acció).
Perquè un sistema expert sigui eina efectiva, els usuaris han d'interaccionar d'una manera fàcil, reunint dues capacitats per a poder complir:
1. Explicar els seus raonaments o base del coneixement: els sistemes experts s'han de realitzar seguint certes regles o passos comprensibles de manera que es pugui generar l'explicació per a cadascuna d'aquestes regles, que alhora es basen en fets.
2. Adquisició de nous coneixements o integrador del sistema: són mecanismes de raonament que serveixen per modificar els coneixements anteriors. Sobre la base d'això es pot dir que els sistemes experts són el producte d'investigacions en el camp de la intel·ligència artificial, ja que aquesta no intenta substituir els experts humans, sinó que es vol ajudar-los a realitzar amb més rapidesa i eficàcia totes les tasques que realitza.

Degut a això en l'actualitat s'estan barrejant diferents tècniques o aplicacions aprofitant els avantatges que cadascuna d'aquestes ofereix per poder tenir empreses més segures. Un exemple d'aquestes tècniques seria els agents que tenen la capacitat de negociar i navegar a través de recursos en línia, i és per això que en l'actualitat té un paper preponderant en els sistemes experts.

## Estructura bàsica d'un SE
Un Sistema Expert està conformat per:
- Base de coneixements (BC): Conté coneixement modelat extret del diàleg amb un expert.
- Base de fets (Memòria de treball): conté els fets sobre un problema que s'ha descobert durant l'anàlisi.
- Motor d'inferència: Modela el procés de raonament humà.
- Mòduls de justificació: Explica el raonament utilitzat pel sistema per arribar a una determinada conclusió.
- Interfície d'usuari: és la interacció entre el SE i l'usuari, i es realitza mitjançant el llenguatge natural.

## Tipus de SE
Principalment hi ha tres tipus de sistemes experts:
- Basats en regles prèviament establertes.
- Basats en casos o CBR (Case Based Reasoning).
- Basats en xarxes bayesianes.

En cada un d'ells, la solució a un problema plantejat s'obté:
- Aplicant regles heurístiques recolzades generalment en lògica difusa per a la seva avaluació i aplicació.
- Aplicant el raonament basat en casos, on la solució a un problema similar plantejat amb anterioritat s'adapta al nou problema.
- Aplicant xarxes bayesianes, basades en estadística i el teorema de Bayes.

## Avantatges i limitacions dels Sistemes Experts

### Avantatges
- Permanència: A diferència d'un expert humà un ES (sistema expert) no envelleix i, per tant, no pateix pèrdua de facultats amb el pas del temps.
- Duplicació: Un cop programat un SE el podem duplicar infinitat de vegades.
- Rapidesa: Un SE pot obtenir informació d'una base de dades i realitzar càlculs numèrics molt més ràpid que qualsevol ésser humà.
- Baix cost: Encara que el cost inicial pugui ser elevat, gràcies a la capacitat de duplicació el cost finalment és baix.
- Entorns perillosos: Un SE pot treballar en entorns perillosos o nocius per a l'ésser humà.
- Fiabilitat: Els SE no es veuen afectats per condicions externes, un humà si (cansament, pressió, etc.).
- Consolidar diversos coneixements.
- Suport Acadèmic.

### Limitacions
- Sentit comú: Per a un Sistema Expert no hi ha res obvi. Per exemple, un sistema expert sobre medicina podria admetre que un home fa 40 mesos embarassat, llevat que s'especifiqui que això no és possible, ja que un home no pot procrear fills.

Idioma natural: Amb un expert humà podem mantenir una conversa informal mentre que amb un ES no podem.
- Capacitat d'aprenentatge: Qualsevol persona aprèn amb relativa facilitat dels seus errors i d'errors aliens, que un ES faci això és molt complicat.
- Perspectiva global: Un expert humà és capaç de distingir quines són les qüestions rellevants d'un problema i separar de qüestions secundàries.
- Capacitat sensorial: Un ES no té sentits.
- Flexibilitat: Un humà és summament flexible a l'hora d'acceptar dades per a la resolució d'un problema.
- Coneixement no estructurat: Un ES no és capaç de manejar coneixement poc estructurat.

## Exemples importants
- Dendral
- XCON
- Dipmeter Advisor
- MYCIN
- CADUCEUS
- R1
- CLIPS, Jess
- Prolog

## Tasques que realitza un Sistema Expert

### Monitoratge
El monitoratge és un cas particular de la interpretació, i consisteix en la comparació contínua dels valors dels senyals o dades d'entrada i uns valors que actuen com a criteris de normalitat o estàndards.
En el camp del manteniment predictiu dels Sistemes Experts s'utilitzen fonamentalment com a eines de diagnòstic. Es tracta que el programa pugui determinar en cada moment l'estat de funcionament de sistemes complexos, anticipant-se als possibles incidents que poguessin esdevenir. Així, utilitzant un model computacional del raonament d'un expert humà, proporciona els mateixos resultats que arribaria aquest expert.

### Disseny
Disseny és el procés d'especificar una descripció d'un artefacte que satisfà diverses característiques des d'un nombre de fonts de coneixement.
El disseny es concep de diferents formes:
- El disseny en enginyeria és l'ús de principis científics, informació tècnica i imaginació en la definició d'una estructura mecànica, màquina o sistema que executi funcions específiques amb el màxim d'economia i eficiència.

- El disseny industrial busca rectificar les omissions de l'enginyeria, és un intent conscient de portar forma i ordre visual a l'enginyeria de maquinari on la tecnologia no proveeix aquestes característiques.

Els SE en disseny veuen aquest procés com un problema de recerca d'una solució òptima o adequada. Les solucions alternes poden ser conegudes per endavant o es poden generar automàticament provant diferents dissenys per verificar quins d'ells compleixen els requeriments demanats per l'usuari, aquesta tècnica és anomenada "generació i prova", per tant aquests ES són anomenats de selecció. En àrees d'aplicació, la prova s'acaba quan es troba la primera solució, però, hi ha problemes més complexos en els que l'objectiu és trobar la solució òptima.

### Planificació
La planificació és la realització de plans o seqüències d'accions i és un cas particular de la simulació. Està compost per un simulador i un sistema de control. L'efecte final és l'ordenació d'un conjunt d'accions per tal d'aconseguir un objectiu global.
Els problemes que presenten la planificació mitjançant ES són els següents:
- Hi ha conseqüències no previsibles, de manera que cal explorar i explicar diversos plans.
- Hi ha moltes consideracions que han de ser valorades o incloure un factor de pes.
- Solen existir interaccions entre plans de subobjectius diversos, per la qual cosa s'han d'elegir solucions de compromís.
- Treball freqüent amb incertesa, ja que la majoria de les dades amb què es treballa són més o menys probables però no segurs.
- Cal fer ús de fonts diverses com ara bases de dades.

### Control
Un sistema de control participa en la realització de les tasques d'interpretació, diagnòstic i reparació de forma seqüencial. Amb això s'aconsegueix conduir o guiar un procés o sistema.
Els sistemes de control són complexos a causa del nombre de funcions que han de manejar i el gran nombre de factors que han de considerar; aquesta complexitat creixent és una altra de les raons que apunten a l'ús del coneixement i, per tant, dels SE.
Cal aclarir que els sistemes de control poden ser en llaç obert, si en el mateix la realimentació o el pas d'un procés a un altre el realitza l'operador, o en llaç tancat si no ha d'intervenir l'operador en cap part.
Reparació, correcta o teràpia.
La reparació, correcció, teràpia o tractament consisteix en la proposició de les accions correctores necessàries per a la resolució d'un problema.
Els SE en reparació han de complir diversos objectius, com són:
Reparació el més ràpida i econòmicament possible.
Ordre de les reparacions quan s'ha de realitzar diverses.
Evitar els efectes secundaris de la reparació, és a dir l'aparició de noves avaries per la reparació.

### Simulació
La simulació és una tècnica que consisteix a crear models basats en fets, observacions i interpretacions sobre l'ordinador, per tal d'estudiar el comportament dels mateixos mitjançant l'observació de les sortides per a un conjunt d'entrades. Les tècniques tradicionals de simulació requereixen models matemàtics i lògics, que descriuen el comportament del sistema sota estudi.
L'ús dels SE per a la simulació ve motivat per la principal característica dels SE, que és la seva capacitat per a la simulació del comportament d'un expert humà, que és un procés complex.
En l'aplicació dels SE per a simulació cal diferenciar cinc configuracions possibles:
1. Un ES pot disposar d'un simulador per tal de comprovar les solucions i, si s'escau rectificar el procés que segueix.
2. Un sistema de simulació pot contenir com a part del mateix a un SE i, per tant, el SE no ha de ser necessàriament de simulació.
3. Un SE pot controlar un procés de simulació, és a dir que el model és a la base de coneixement del SE i la seva evolució és funció de la base de fets, la base de coneixements i el motor d'inferència, i no d'un conjunt d'equacions aritmètic - lògiques.
4. Un ES pot utilitzar com a conseller de l'usuari i del sistema de simulació.
5. Un ES pot utilitzar com màscara o sistema frontal d'un simulador per tal que l'usuari rebi explicació i justificació dels processos.

### Instrucció
Un sistema d'instrucció realitzarà un seguiment del procés d'aprenentatge. El sistema detecta errors ja sigui d'una persona amb coneixements i identifica el remei adequat, és a dir, desenvolupa un pla d'ensenyament que facilita el procés d'aprenentatge i la correcció d'errors.

### Recuperació d'informació
Els Sistemes Experts, amb la seva capacitat per combinar informació i regles d'actuació, han estat vistos com una de les possibles solucions al tractament i recuperació d'informació, no només documental. La dècada de 1980 va ser prolixa en recerca i publicacions sobre experiments d'aquest ordre, interès que continua en l'actualitat.
El que diferencia aquests sistemes d'un sistema tradicional de recuperació d'informació és que aquests últims només són capaços de recuperar el que hi ha explícitament, mentre que un Sistema Expert ha de ser capaç de generar informació no explícita, raonant amb els elements que se li donen. Però la capacitat dels SE en l'àmbit de la recuperació de la informació no es limita a la recuperació. Poden utilitzar-se per ajudar l'usuari, en selecció de recursos d'informació, en filtratge de respostes, etc. Un ES pot actuar com un intermediari intel·ligent que guia i dona suport al treball de l'usuari final.